# Hadrokolos texanus
Hadrokolos texanus är en tvåvingeart som först beskrevs av Stanley Willard Bromley 1934.  Hadrokolos texanus ingår i släktet Hadrokolos och familjen rovflugor. Inga underarter finns listade i Catalogue of Life.